# Simon de Montfort le Jeune
Pour les articles homonymes, voir Simon de Montfort.
Simon VI de Montfort (avril 1240 - 1271), connu sous le nom de Simon de Montfort le Jeune, est le deuxième fils de Simon de Montfort, 6e comte de Leicester et Aliénor d'Angleterre .

## Biographie
Son père et son frère aîné Henry ont été tués à la bataille d'Evesham en août 1265.  Il arriva à Evesham juste à temps pour voir la tête de son père au sommet d'une pique.
En 1266, Simon et ses partisans étaient  coincés dans le château de Kenilworth, qui appartenait auparavant à son père. Ayant promis de rendre le château au roi Henri III d'Angleterre, Simon changea  d'avis et le roi décida donc d'assiéger le château le 21 juin. Le siège de Kenilworth a duré six mois,
Après la reddition de Kenilworth, Simon et son jeune frère Guy se sont enfuis  en Italie. En 1271, ils  assassinent leur cousin Henri d'Almain (qu'ils accusent de la mort de leur père) à l'église de Viterbe.. Pour cet acte ils sont excommuniés. Simon est mort cette année-là de la grippe Toscane à Sienne, « maudit par Dieu,  vagabond et un fugitif ».
Il est le père de Giovanni de Montfort et l'ancêtre de Nicolas de Montfort, comte de Campobasso.